# Расува (район)
Расува (непальск. रसुवा जिल्ला) — один из 75 районов Непала. Входит в состав зоны Багмати, расположен примерно в 120 км к северу от столицы страны, города Катманду. Административным центром района является деревня Дхунче; площадь района — 1544 км².
Население района по данным переписи 2011 года — 43 300 человек, из них 21 475 мужчин и 21 825 женщин. По данным переписи 2001 года оно насчитывало 44 731 человек. Большую часть населения района составляют таманги (64 %), далее следуют брамины (16 %) и гурунги (7 %).
Район Расува граничит:
- на севере — с Тибетским автономный районом, Китай
- на востоке — с районом Синдхупалчок
- на юге — с районом Нувакот
- на западе — с районом Дхадинг.

Климат — субтропический, умеренный, горный. На территории района расположено озеро Госайкунда.
В районе располагаются руины исторического форта Расува.

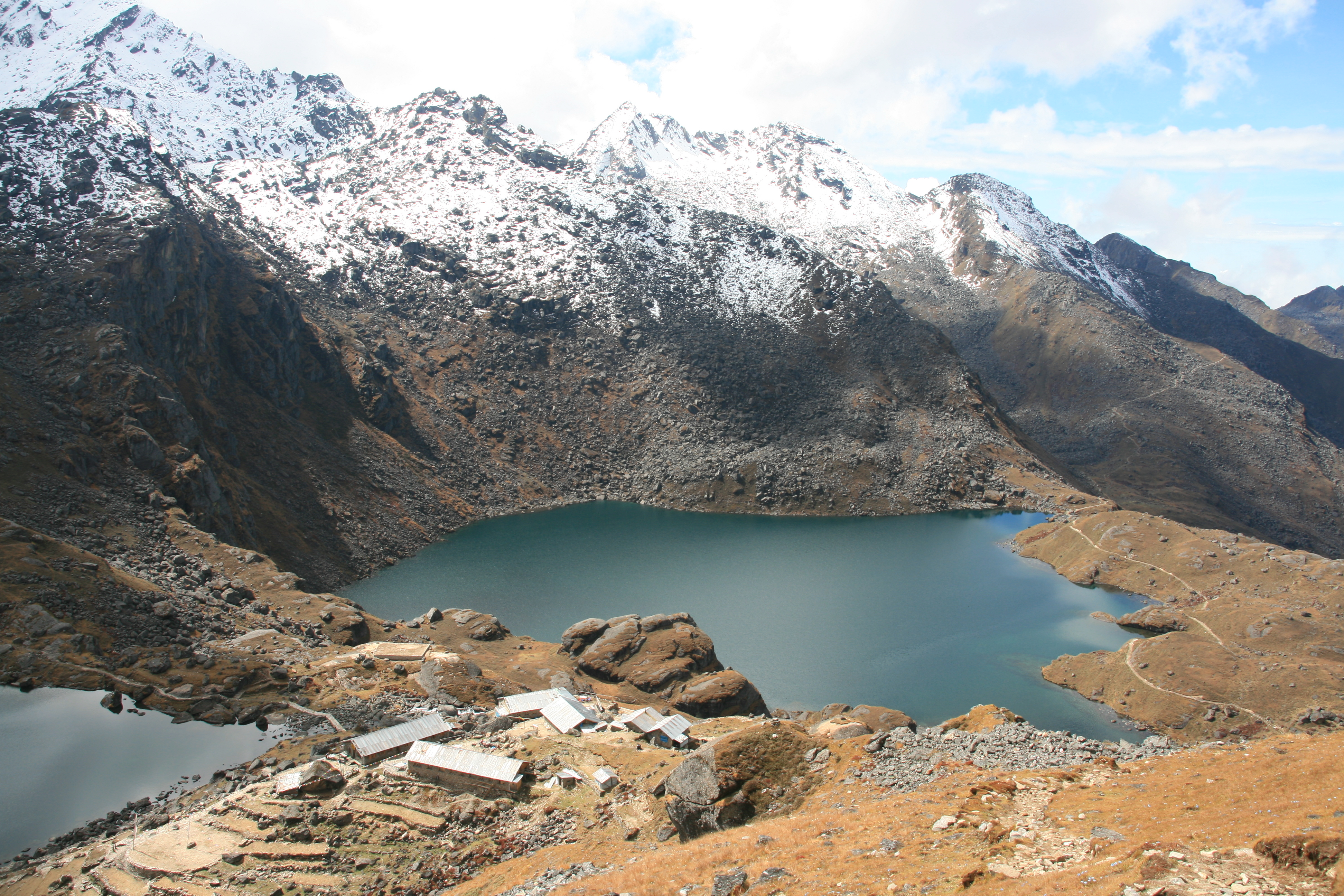
Госайкунда